# Haworthia Study
Haworthia Study és la revista bianual de la Haworthia Society japonesa. Es publica al juny i desembre, cadascun amb aproximadament 16 pàgines en format A4. El text és en japonès amb resums en anglès o articles complets en anglès. És una revista ben il·lustrada amb fotos en color. Els híbrids i cultivars japonesos es presenten regularment, a més d'una varietat d'articles sobre espècies i la seva classificació.